# Basses de les Garrigues II
Les Basses de les Garrigues són un conjunt de tres basses originades per una activitat extractiva (àrids). De les tres basses, les dues basses que es localitzen a l'interior del Parc Natural dels Aiguamolls de l'Empordà es troben incorporades a la zona humida Basses de les Garrigues I i, la tercera, ja fora de l'àmbit del Parc, es troba incorporada a la zona humida Basses de les Garrigues II, al municipi de Castelló d'Empúries.
L'activitat extractiva que originà les basses va finalitzar els anys 80 i, d'aleshores ençà, i gràcies també a l'execució d'un
pla de recuperació de les graveres com a zones humides, les basses de les Garrigues han experimentat una millora ecològica molt notable. Les basses estan ocupades per jonqueres, canyissars i, sota les aigües, macròfits submergits. Algunes espècies singulars que s'hi ha citat són Myriophyllum spicatum, Ranunculus aquatilis peltatus, Ludvigia grandiflora, etc. També s'hi troben exemplars aïllats d'àlbers i pollancres.
Els principals factors que afecten d'una manera negativa les basses són els abundants abocaments de runa i la presència de deixalles. És per aquest motiu que convindria, a part de realitzar una neteja general de l'espai, introduir una senyalització clara per tal d'evitar aquest tipus d'impactes. Aquesta zona humida presenta un pitjor estat de conservació que la zona humida "Basses de les Garrigues I", segurament degut al fet que l'espai no presenta cap mena de figura de protecció.